# Ernst Krause
Ernst Ludwig Krause (mer känd under sin genom anagram av namnet bildade pseudonym Carus Sterne), född den 22 november 1839, död den 24 augusti 1903, var en tysk naturforskare.
Krause verkade för utbredningen av den darwinska evolutionsteorin genom en mängd välskrivna tidskrifts- och tidningsartiklar samt särskildt genom månadsskriften "Kosmos", där Krause sedan 1877 flera år var medredaktör. År 1877 diskuterade Krause Lazarus Geigers och Hugo Magnus hypoteser om färgsinnets historiska utveckling i det han uppvisade, att inte färgsinnet, men väl språkets förråd av färgnamn i regel varit outvecklat hos naturfolken. 
Krause gav även impuls till undersökningarna av  färgsinnet hos nu levande naturfolk, och resultaten av dessa rön gav stöd åt hans åsikt. Krause skrev bland annat Werden und Vergehen (1876; 6:e upplagan 1905) och Geschichte der biologischen Wissenschaft im 19. Jahrhundert (1901).
Auktorsnamnet E.L.Krause kan användas för Ernst Krause i samband med ett vetenskapligt namn inom botaniken; se Wikipediaartiklar som länkar till auktorsnamnet.